# Meriatum
Meriatum (fl. XIII secolo a.C.) è stato un principe egizio della XIX dinastia, figlio di Ramses II e della regina Nefertari.
| U6 | i | t · tm | A51 |

Mry Jtm

Amato da Atum

## Biografia
Sedicesimo rampollo di Ramses II, di lui sappiamo che nell'anno 8 accompagnò il primo coppiere del re in un'ispezione alle miniere di turchese del Sinai, fu poi nominato gran sacerdote di Ra a Eliopoli e tenne quella carica per vent'anni; morì quando il padre compiva settant'anni, alle sue esequie erano presenti i tre fratelli maggiori, il principe ereditario Setherkhepeshef, il generale Ramses B e il gran sacerdote Khaemuaset, entrambi figli di Isinofret.